# TV Apiacás
TV Apiacás é uma emissora de televisão brasileira sediada em Apiacás, cidade do estado de Mato Grosso. Opera no canal 25 UHF digital em fase de implantação e é afiliada à RedeTV!. Pertence a Melo Comunicação.

## História
A TV Apiacás foi fundada em 14 de março de 2011 pela empresária Driely Melo, em parceria com o Grupo Aquino de Comunicação, do empresário Valdoir Aquino. Iniciou suas operações por meio do canal 13 VHF. Inicialmente, era afiliada à Rede Record. O primeiro telejornal da emissora foi a edição local do Jornal da Record.
Em 30 de setembro de 2014, a emissora passou a operar no canal 23 UHF.
Em 28 de janeiro de 2016, deixou a Record e tornou-se uma afiliada da RedeTV!. No mesmo dia, estreou o Jornal da Cidade, substituindo o Jornal da Record.
Em 7 de junho de 2018, mudou de canal para o 25 UHF.

## Sinal digital
A TV Apiacás foi autorizada a operar em sinal digital por meio de uma portaria do Ministério das Comunicações de 30 de maio de 2018, que autoriza a Melo Comunicação Ltda. a utilizar o canal 25 UHF digital em Apiacás. Esta foi a primeira outorga concedida à emissora. A TV Apiacás ainda não deu inicio às operações em sinal digital, porém foi autorizada a utilizar provisoriamente o canal 25 UHF analógico para operar até 31 de dezembro de 2023, data limite para desligamento do sinal analógico segundo o cronograma da ANATEL.

## Programas
Além de retransmitir a programação nacional da RedeTV!, a TV Apiacás produz e exibe o seguinte programa:
- Jornal do Meio Dia: Telejornal, com Driely Melo;[9]

Diversos outros programas compuseram a grade da emissora, e foram descontinuados:
- Jornal da Cidade[10]
- Jornal da Record[4]
- Vitrine[11]

## Equipe

### Membros atuais
- Driely Melo[12]

### Membros antigos
- Neibia Bezerra[13]
- Rubens da Silva †[14]